# Aniplex
Aniplex Inc. är ett japanskt medieföretag grundat 1995 som producerar anime och musik. Företaget ägs av Sony Music Entertainment Japan.

## Lista över verk
- 009-1
- Angel Beats!
- Baccano!
- Bakemonogatari
- Cencoroll
- D.Gray-Man
- Durarara!!
- FLAG
- Fullmetal Alchemist
- Jigoku Shoujo
- Kamichu!
- Kannagi
- La Corda D'Oro ~primo passo~
- Naruto
- Naruto: Shippuuden
- Sekirei
- Spiral
- Tengen Toppa Gurren Lagann
- Terra e...
- Tetsuwan Birdy Decode